# Boris Rösner
Boris Rösner (ur. 25 stycznia 1951 w Opawie, zm. 31 maja 2006 w Kladnie) – czeski aktor. 

## Filmografia
| Rok  | Tytuł                           | Rola                 |
| ---- | ------------------------------- | -------------------- |
| 1980 | Kelner, płacić!                 | śledczy Bačák        |
| 1981 | Śnieżyca                        | kelner               |
| 1983 | Podróże Jana Amosa Komeńskiego  | trędowaty            |
| 1986 | Wesołych świąt życzy ośmiornica | Andreadis            |
| 1987 | Hauři                           | Pepa                 |
| 1989 | Divoká srdce                    | Casanova             |
| 1992 | Czarni baronowie                | Macháček             |
| 1994 | Muž v pozadí                    | hrabia Lazare Carnot |
| 2002 | Hodina tance a lásky            | Kleinburger          |
| 2003 | I ve smrti sami                 |                      |